# Zeche Schleifmühle
Die Zeche Schleifmühle war ein Steinkohlenbergwerk in Syburg. Das Bergwerk war auch unter dem Namen Zeche Schleiffmühle bekannt. Der Name der Zeche und des dazugehörigen Grubenfeldes wird abgeleitet von der Schleifmühle, die kurz vor der Einmündung des Schleifmühlenbaches in die Ruhr stand und die der Zeche Schleifmühle zeitweise als Zechenhaus diente, in dem das Gezähe und die Geräte angeschärft wurden. Heute ist die Mühle nicht mehr vorhanden.

## Geschichte

### Die Anfänge
Im Jahr 1740 wurde die Mutung auf eine bereits ins Bergfreie Kohlenbank eingelegt. Der Muter begehrte ein Grubenfeld von der Größe einer Fundgrube und acht Maaßen. Die Kohlenbank wurde anschließend besichtigt und für bauwürdig erachtet. Am 31. März des Jahres 1740 wurde an einen Alleingewerken ein Längenfeld verliehen. Verliehen wurde das Grubenfeld an Dietrich Lohse und Konsorten. Teilhaber an der Zeche war der Iserlohner Kaufmann Johannes Rupe. In dem verliehenen Grubenfeld befand sich die wieder ins Bergfreie gefallene Kohlenbank. Das Flöz Sengsbank hatte in diesem Bereich ein Streichen in westlicher Richtung und ein Fallen in nördlicher Richtung. Nach der Belehnung sollte die Berechtsame weiter bergmännisch bearbeitet werden. Im selben Jahr wurde das Bergwerk in Betrieb genommen. Geplant war, dass ein bereits vorhandener Stollen weiter aufgefahren werden sollte. Später sollte ein tiefer und ein oberer Stollen auf dem Nord- und auf dem Südflügel aufgefahren werden. Beide Stollen sollten von Süden her erstellt werden. Zusätzlich sollten für die Kohlenförderung noch weitere Schächte geteuft werden. Die erforderlichen Pfeiler und Bergfesten sollten stehengelassen werden.

### Betrieb
Es wurde auch bald mit dem Abbau begonnen. Die Lagerstätte wurde im Örterbau abgebaut. Im Jahr 1749 waren ein Schacht und ein Stollen in Betrieb. Zur Überwachung der Zeche wurden durch das Bergamt zwei Schichtmeister verpflichtet. In den Folgejahren kam es zu einem Besitzerwechsel. Der Gewerke Diedrich Lohse übertrug seine Belehnung an Johannes Peter Peter Gottlieb Rump & Sohn. Im Jahre 1752 war das Bergwerk nachweislich in Betrieb. Im Dezember desselben Jahres kam ein aus Sachsen stammender Bergmann bei seiner Arbeit auf der Zeche Schleifmühle ums Leben. Am 14. August des Jahres 1753 erwarb Johannes Boos die Belehnung von Johannes Peter Peter Gottlieb Rump & Sohn. Auch in den Jahren 1754 bis 1756, 1758 bis 1759 und 1761 bis 1762 war das Bergwerk nachweislich in Betrieb. Die Zeche Schleifmühle war zu dieser Zeit die einzige Zeche im Amt Schwerte. Im Jahr 1763 wurden mit sechs Bergleuten 164 Tonnen Steinkohle gefördert. Es wurden überwiegend Stückkohlen gewonnen. Die gewonnenen Kohlen wurden an die Kalköfen verkauft, die sich südlich der Ruhr befanden. Auch für Schmiedearbeiten waren diese Kohlen gut geeignet. Im Jahr 1771 waren mehrere Stollen vorhanden, das Bergwerk war weiterhin in Betrieb. Alleingewerke war weiterhin Johannes Boos.
Zu diesem Zeitpunkt wurde der Bergwerksbetreiber durch das Bergamt verpflichtet, einen Kerbstockführer zu beauftragen. Grund hierfür war die genaue Ermittlung der geförderten Tonnage, da hiervon der zu zahlende Kohlenzehnt abhing. Der Kerbstockführer musste für jede von den Förderleuten geförderte Karre in zwei parallel gelegten Kerbstöcke eine Kerbe einschnitzen. Einen Kerbstock erhielt danach das Bergamt, der andere verblieb auf der Zeche. Da zu dieser Zeit auch die Schichtmeister oftmals Analphabeten waren, war dies eine wirksame Methode, um die Förderung der Zeche zu kontrollieren. Das Bergwerk war zu diesem Zeitpunkt bereits vermessen worden. Die Rezeßgelder wurden von dem Bergwerksbesitzer gezahlt. Im darauffolgenden Jahr war ein tiefer Stollen in Auffahrung. In diesem Jahr erzielte die Zeche ein schlechtes Betriebsergebnis. Grund hierfür waren die schlechten Kohlen und der damit verbundene geringe Absatz. Am 13. August 1777 wurde eine Mutung für die Erbstollengerechtigkeit eingelegt. Der Erbstollen sollte für mehrere Zechen im Syburger Raum genutzt werden. Die Mutung wurde für den tiefen Stollen im Nordflügel eingelegt, die Erbstollengerechtigkeit wurde jedoch nicht verliehen. Im Laufe des Jahres wurde nur noch der Nordflügel betrieben. Im Jahr 1780 war das Bergwerk nachweislich in Betrieb. Im Jahr 1782 war der Stollen mittlerweile 68 Lachter lang aufgefahren. Im selben Jahr wurde von der Bergbehörde eine Verordnung für die zur Fahrung benutzten Schächte herausgegeben. In allen Schächten mussten die Fahrten, die der Fahrung dienten, entsprechend der Verordnung angebracht werden. In den Jahren 1787 und 1788 wurden durch den Markscheider Niemeyer Vermessungen am Syberg durchgeführt.

### Die letzten Jahre und die Stilllegung
In den Jahren 1788 und 1789 war das Bergwerk noch in Betrieb. Im Jahr 1790 kam es zu Beanstandungen der Betriebssicherheit. Bis zu diesem Zeitpunkt war bei mehreren nicht mehr benötigten Lichtlöchern nur unzureichende Nachsorge getroffen worden. Da die Lichtlöcher nicht verfüllt waren, kam es im Laufe der Jahre zu mehreren Verbrüchen. Oftmals waren die abgeworfenen Schächte nur ungenügend abgedeckt worden. Dadurch waren Menschen und Tiere großen Gefahren ausgesetzt. Im Jahr 1792 wurde das Bergwerk in Fristen gelegt, jedoch zum Jahresende wurde wieder Abbau betrieben. In den Jahren 1793 und 1796 wurde nachweislich Abbau betrieben. Im Jahr 1800 waren im Nordflügel die Schächte Georg und Johannes in Förderung. Im bereits abgebauten Nordflügel wurde nach Restkohlen gesucht. Im selben Jahr wurde die Neue Hoffnungsrösche aufgefahren, im darauffolgenden Jahr wurden hier Restkohlen abgebaut. Am 29. Mai 1801 wurde die Zeche Schleifmühle stillgelegt. Es gab danach mehrere Versuche, die stillgelegte Zeche wieder in Betrieb zu nehmen, jedoch wurden die ans Bergamt gestellten Anträge nicht bewilligt. Im Jahr 1836 wurde der Antrag des Gewerken Johannes Rupe auf Wiederinbetriebnahme abgelehnt. Das Bergamt begründete seine Ablehnung mit der schlechten Flöz- und Kohlenqualität und der schlechten örtlichen Lage des Bergwerks. Allerdings räumte das Bergamt die Möglichkeit der Wiederinbetriebnahme unter der Voraussetzung ein, dass alle Kuxeninhaber eine erneute Inbetriebnahme wünschten. Zu dieser Wiederinbetriebnahme ist es nicht gekommen.

## Die Jahre danach
In den Jahren 1836 und 1843 fand im Grubenfeld der Zeche Schleifmühle ungenehmigter (wilder) Bergbau statt. Da die Gewerken die Bergwerksanlagen nach der Stilllegung nur ungenügend gesichert hatten und auch keine Einzäunung vorhanden war, beschwerte sich der Bürgermeister der Stadt Schwerte beim Bürgermeister von Herdecke über diesen Missstand. Unter Hinzuziehung des Berggeschworenen Reiser wurde das Märkische Bergamt in Bochum über diesen Missstand informiert. Das Bergamt veranlasste daraufhin die Sicherung der offenen Grubenbaue. Ein Teil der noch offenen Schächte wurde eingezäunt, die anderen Schächte wurden mit einer Verfüllung versehen. Am 5. Oktober des Jahres 1860 wurde das Geviertfeld Graf Wittekind verliehen. Dieses Geviertfeld befand sich im angrenzenden Bereich des Längenfeldes der Zeche Schleifmühle. Nach dem Ersten Weltkrieg fand aufgrund der Kohlenknappheit in den noch offenen Stollen der Zeche Schleifmühle wilder Bergbau statt. Im Jahr 1929 wurde das Stollenmundloch des tiefen Stollens auf dem Nordflügel durch Straßenarbeiten zerstört. Nach dem Zweiten Weltkrieg fand auch im Feld der Zeche Schleifmühle wilder Bergbau statt. Am 10. Dezember des Jahres 1963 ging die Restberechtsame der Zeche Schleifmühle an die Zeche Schöne Aussicht, Grund hierfür war das Längenfeldbereinigungsgesetz.

## Heutiger Zustand
Heute existiert von der Zeche Schleifmühle nur noch das Stollenmundloch des Förderstollens. Der Stollen ist Teil des Syburger Bergbauwegs.

## Bilder

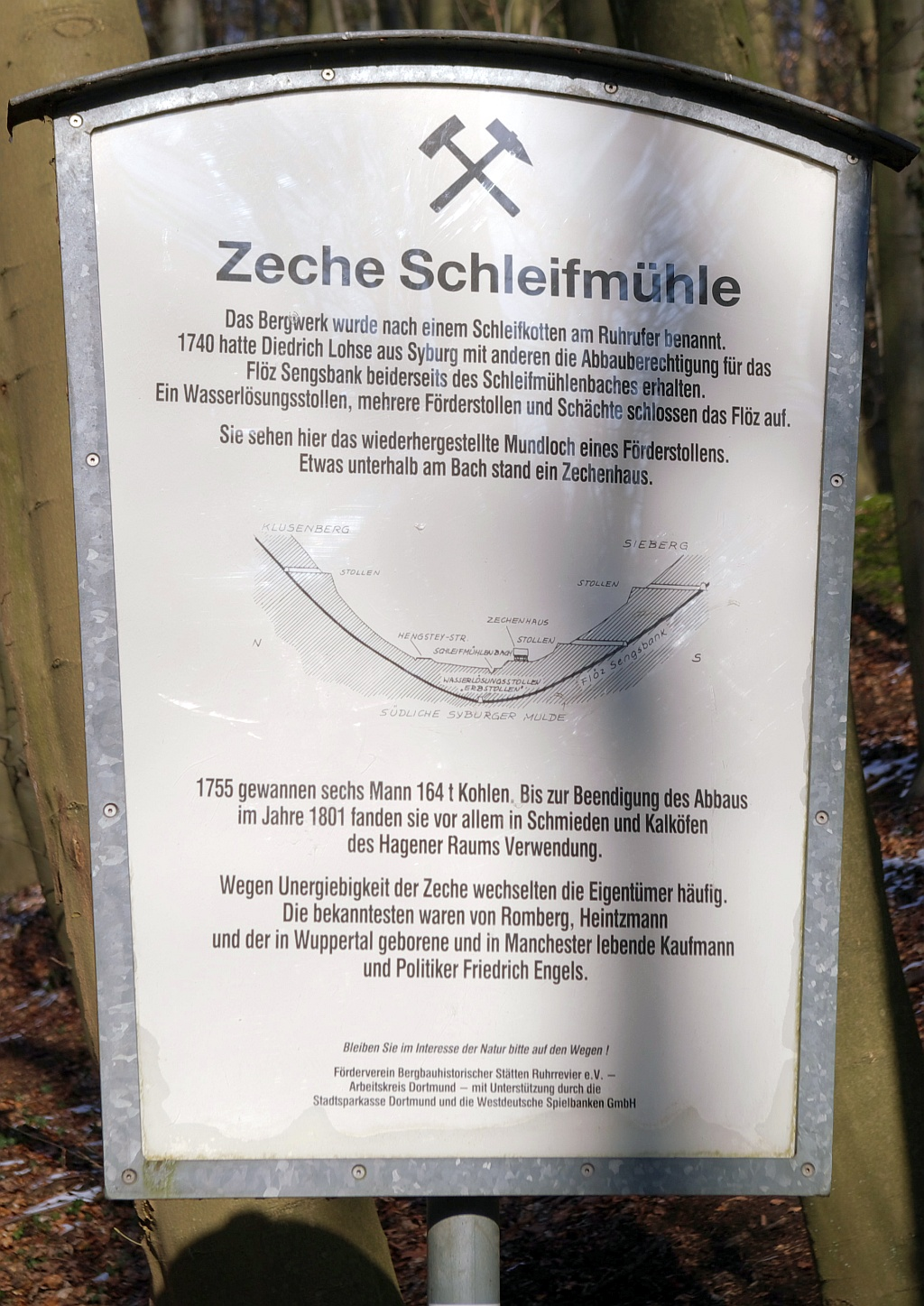
Hinweisschild
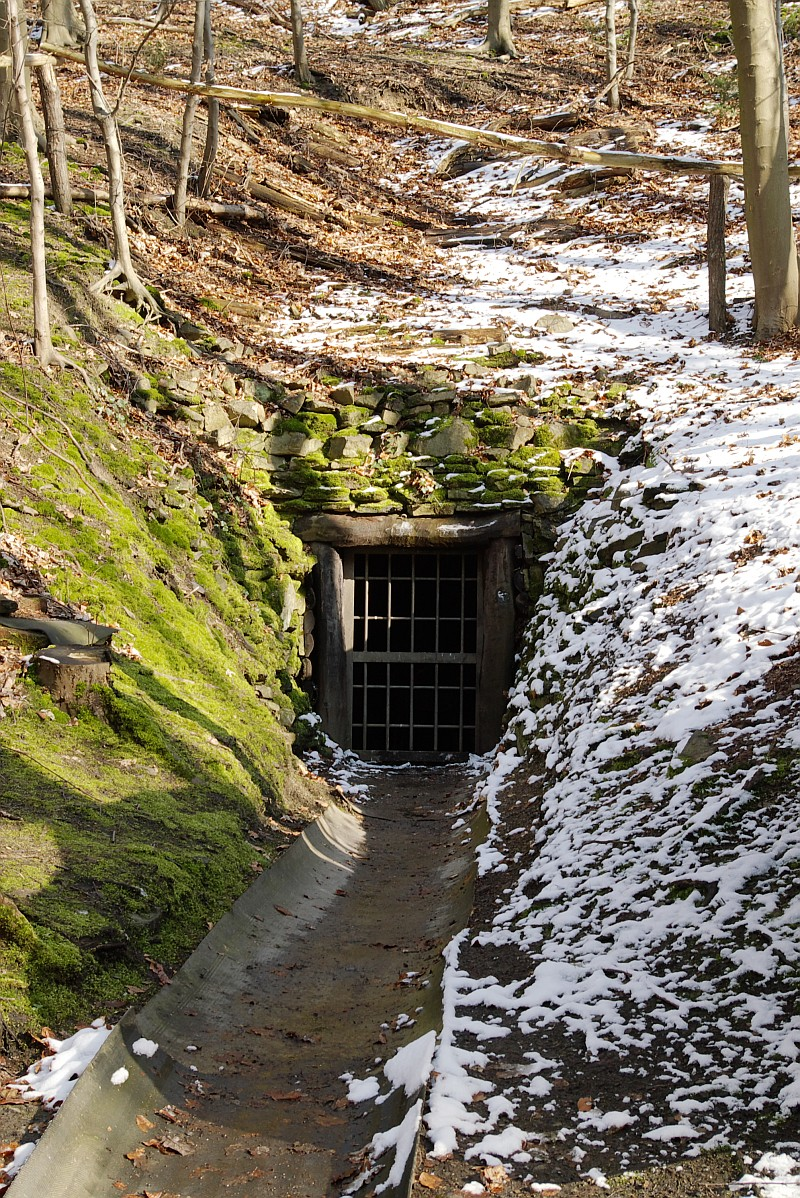
Stollenmundloch